# Вальх Борис Сергійович
Вальх Борис Сергійович (27 листопада 1876 р., с. Новобахмутівка Донецької обл. — 12 квітня 1942 р., Бахмут) — український лікар, зоолог.

## Біографія[1]

### родина, навчання
Б. С. Вальх народився 27 листопада 1876 р. у с. Введенське Бахмутської округи Харківської губернії (нині — с. Новобахмутівка Ясинуватського району Донецкой області) у сім'ї невеликого дворянина-домовласника.
Закінчив Павлоградську гімназію, у 1896 р. поступив до Харківського університету на медичний факультет, однак паралельно йому було дозволено навчатися на природничо-історичному відділенні фізико-математичного факультету. Саме у цей час тут викладали професор П. П. Сушкін (1868–1928) — пізніше академік, засновник радянської школи орнітологів, приват-доцент В. І. Талієв (1868−1928) — відомий ботанік та лідер руху за заповідну справу в Російській Імперії, що сприяло формуванню світогляду Б. С. Вальха та зробило з нього справжнього дослідника природи.

### Бахмут, краєзнавчий музей

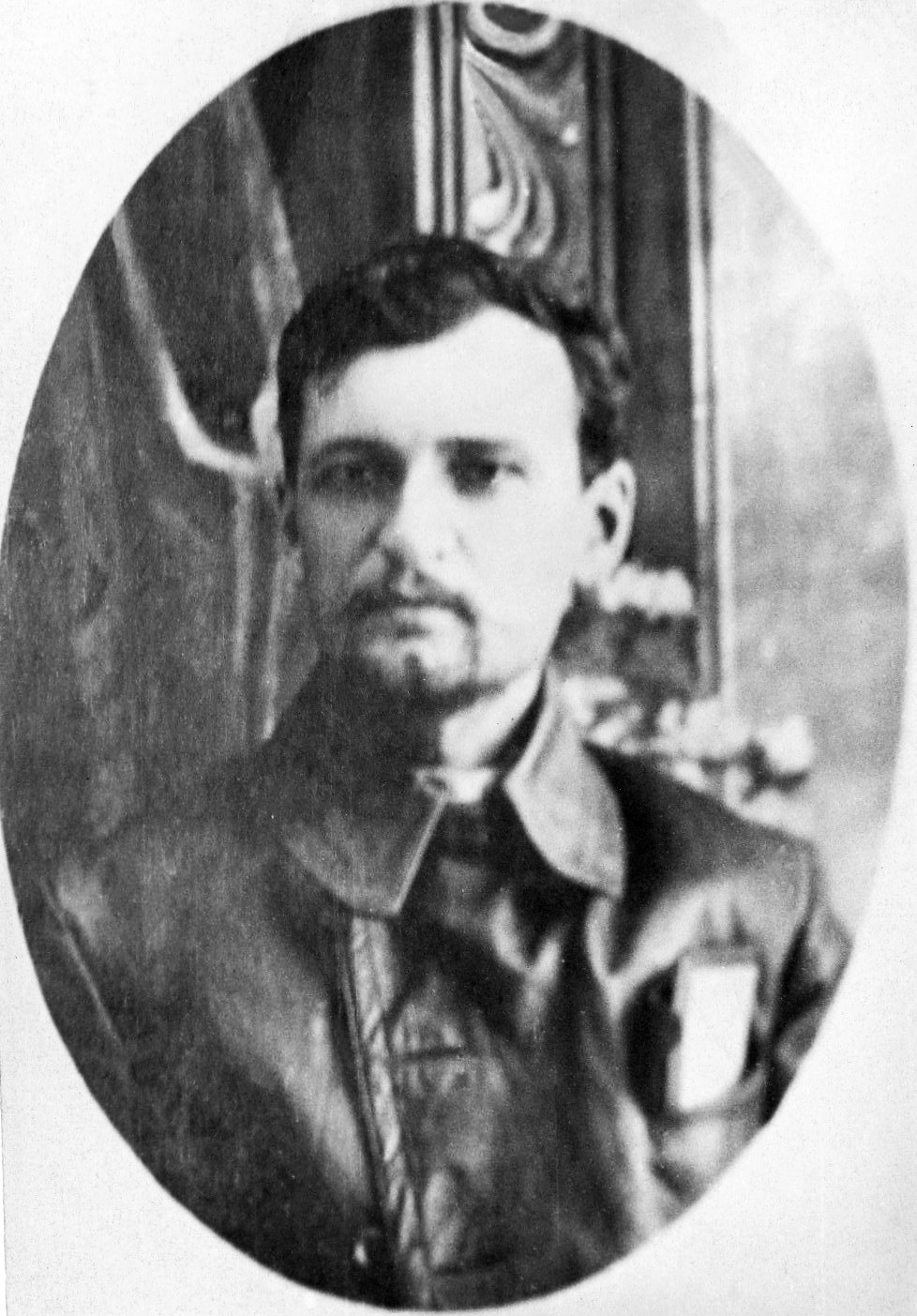
Борис Вальх в Туркестані, 1917

Протягом 1910–1912 р. Б. С. Вальх стажувався у Харкові. Згодом як медик був направлений у Бахмут, пізніше Маріупіль. Працював у Швеції та Бухарі. У 1921 р. він повертається у Бахмут, де створює краєзнавчий музей і стає першим його директором (1923–1925).
У період з 1920 до 1923 року проводилися губернські, повітові конференції з представниками всіх управлінських повітових наросвітніх, політосвітніх установ та музейних закладів губернії. Вони мали, головним чином, звітний та організаційний характер і висували на обговорення першочергові завдання роботи серед населення регіону. На першій губернській конференції політосвітніх органів Донбасу, що пройшла в м. Бахмуті в період з 11 до 15 січня 1922 року. За п’ять днів роботи конференції було заслухано широке коло доповідей, як-от: про політикоосвітню роботу в Донбасі; завдання та методи агітаційної та пропагандистської роботи; стан боротьби з неписьменністю; про роботу художнього сектору; про проведену роботу в Червоній армії; про роботу серед молоді та про стан музейно-виставково-екскурсійної справи.
Найбільш бурхливе обговорення викликала доповідь Б.С. Вальха про стан музейної, виставкової та екскурсійної справи, зокрема він зазначив, що Екскурсійно-виставково-музейна робота має в регіоні велике пропагандистське значення, завдячуючи своїй наочності, яка не потребує від відвідувачів музеїв, виставок та екскурсій ніякої додаткової підготовки. За визначенням Вальха, "...хороших музеев в настоящее время у нас немного; будучи наследием прошлого, они в большинстве случаев являются кунсткамерами. Нам нельзя организовывать музеи случайного характера – необходимо в каждом уездном центре иметь музей, объединяющий разные отрасли музейной работы и иллюстрирующий именно местный край и местную жизнь. В губернском центре [Бахмут] мы имеем меньше возможностей в этом отношении, чем на местах из-за тяжелых квартирных условий, отсутствия производственных возможностей и т.п.". До того ж у своїй доповіді він детально обґрунтував необхідність розширення музейної мережі губернії: слід при клубах створювати музейні осередки як основу майбутніх музеїв, залучати до розгортання музейної роботи кваліфікованих керівників. 
У 1922 році у Бахмуті розгорнулася робота зі створення місцевого краєзнавчого музею як окремого закладу культури. А всі справи з його організації лягли на Б.С. Вальха. В основу експозиції музею лягли, крім інших, також особисті експонати лікаря. Артемівський окружний музей імені товариша Артема почав діяти в грудні 1923 року з нагоди відкриття пам’ятника тов. Артему (Сергєєву). Його розмістили за адресою: м. Артемівськ, вул. ім. Артема, будинок 25 [8]. Музей знаходився в безпосередньому віданні окрполітосвіти та утримувався державним коштом з бюджету [9, арк. 220]. Штатний розпис налічував три одиниці – завідувач, сторож та прибиральниця. Очолив музей Б.С. Вальх.
Основою колекції музею були експонати, які належали створеному повітовим земством ще в 1909 році музею народної освіти. Джерелами поповнення фондів також були експонати, які передавалися як установами, так і приватними особами. Музей структурно поділявся на відділи – загальний і краєзнавчий, бібліотеку та лабораторію. Експозиція теж ділилася на два відділи – сільськогосподарський та боротьби зі шкідниками і наочних посібників шкільного характеру. На момент відкриття фонди музею налічували 2795 експонатів, з краєзнавства – 486, гірничої справи – 131, наочних приладів – 1741, усього іншого – 437. Музей мав 53 колекції, 1633 таблиці та картограми 120 моделей. Але в листі директора музею до Всеукраїнського археологічного комітету зазначалося, що експонатів з археології, етнографії та мистецтва у фондах музею не було [10]. Б.С. Вальх особисто передав 133 експонати із власної приватної колекції до фондів свого музею. За рік вдалося долучити до музейного зібрання ще додатково 330 експонатів.

### робота в галузі захисту рослин та епідеміології
У подальшому до 1937 р. Б. С. Вальх працював на Артемівській станції захисту рослин в медичній клініці. Рятуючись від сталінських репресій, у 1937 р. разом з сім'єю переїжджає у Туркменістан, де очолює Іолотанську тропічну станцію, де бореться з малярією. Назад повернувся в 1941 р., перед самою війною. Працював головним лікарем. 
Помер 12 квітня 1942 р. у Артемівську (Бахмуті). Похований на території лікарні, в якій працював, місце поховання невідоме.

## Наукова та природоохоронна діяльність
Основні наукові інтереси: орнітологія, ентомологія, теріологія, таксидермія.
Б. С. Вальхом був відкритий новий вид курганцевої миші Mus sergii Valch (1928). Ним вперше були проведені дослідження орнітофауни колишньої Катеринославської губернії. У ході досліджень була зібрана велика зоологічна колекція (чучела дрібних ссавців, птахів, препарати змій, жаб, колекція ентомофауни), яка була пізніше передана Азербайджанській академії наук. Чучела птахів були передані до Артемівського краєзнавчого музею.
Брав участь у природоохоронній діяльності — за його участі у 1927 р. стали заповідними Білосарайська коса та Кам'яні Могили у Донецькій області.

## Наукові публікації
- Вальх Б. С. Материалы для орнитологии Екатеринославской губернии // Тр. О-ва естествоиспытат. прир. Харьковск. ун-та. — Харьков, 1900. — Т. 34. — 90 с.
- Вальх Б. Материалы для орнитологии Екатеринославской губернии. Перечень птиц, найденных в губернии с 1892 по 1910 гг. // Орнитолог. вестник. — 1911. — № 3—4. — С. 242—271.
- Вальх Б. С. Къ вопросу объ ожидаемомъ нашествіи мышей и мерахъ къ их уничтоженію (съ определительной таблицей) // Бюл. о вредит. сельск. хоз-ва и мерах борьбы с ними. — Харьков, 1914. — N 2. — С. 33—44.
- Вальх Б. С. О новом виде мыши (Mus sergii sp. nova) // Тр. Харк. тов-ва досл. прир. — 1927. — 50, вип. 2. — С. 49—50.
- Вальх Б. С. Выхухоль в Сребрянском лесном массиве Артемовского округа // Український мисливець та рибалка. — Харків, 1928. — № 4. — С. 19—21.
- Вальх Б. С. К вопросу о значении большого баклана в рыбном хозяйстве Азовского моря // Український мисливець та рибалка. — 1930. — № 11−12. С. 29—42.
- Вальх Б. С. Фавна птахів Харківського «університетського саду» раніше і тепер // Вісник природознавства. — 1931. — № 1—2. — С. 46—49.

## Пам'ять
У 2007 р., з нагоди 130-річного ювілею від дня народження Б. С. Вальха, у м. Дніпропетровськ були проведені Перші Вальхівські читання — робоча зустріч орнітологів степового Подніпров'я та була випущена збірка статей «Птахи степового Придніпров'я: минуле, сучасне, майбутнє: Матеріали Перших Вальхівських читань».